# Dodelijke liefde
Dodelijke liefde is een hoorspel van Derek Hoddinott. Het werd vertaald door Marie-Sophie Nathusius en uitgezonden door de TROS op woensdag 31 maart 1976, van 22:50 uur tot 23:55 uur. De regisseur was Tom van Beek.

## Rolbezetting
- André van den Heuvel (Arthur)
- Kitty Janssen (Beryl)
- Wim van der Grijn (Peter)
- Paul Brandenburg (vrachtwagenchauffeur)

## Inhoud
Het verhaal is opgebouwd rond Arthur en Beryl, een echtpaar op gevorderde leeftijd. Op een dag krijgen ze bezoek van een ongeveer 20 jaar oude jongeman, Peter genaamd. Hij is een weesjongen, die zegt hun zoon Richard goed te kennen die destijds het ouderlijk huis heeft verlaten en sindsdien nooit meer iets van zich heeft laten horen. Ze zijn aanvankelijk dolblij met het bezoek van Peter en proberen hem volledig aan hen te binden, waardoor de jongen in de sfeer van huiselijkheid terechtkomt waarnaar hij altijd zo verlangd had. Dit wordt echter niet zo’n succes, want door de reacties van Peter worden ze geconfronteerd met hun benauwende manipulaties die er destijds de hoofdoorzaak van waren dat hun zoon Richard het huis verliet…